# Morada
Morada és una concentració de població designada pel cens dels Estats Units a l'estat de Califòrnia. Segons el cens del 2000 tenia 3.726 habitants.

## Demografia
Segons el cens del 2000, Morada tenia 3.726 habitants, 1.356 habitatges, i 1.084 famílies. La densitat de població era de 477,9 habitants/km².
Dels 1.356 habitatges en un 29,6% hi vivien nens de menys de 18 anys, en un 69,9% hi vivien parelles casades, en un 7,2% dones solteres, i en un 20% no eren unitats familiars. En el 17,3% dels habitatges hi vivien persones soles el 9,4% de les quals corresponia a persones de 65 anys o més que vivien soles. El nombre mitjà de persones vivint en cada habitatge era de 2,7 i el nombre mitjà de persones que vivien en cada família era de 3,04.
Per edats la població es repartia de la següent manera: un 23,9% tenia menys de 18 anys, un 6,3% entre 18 i 24, un 20,7% entre 25 i 44, un 31,2% de 45 a 60 i un 17,9% 65 anys o més.
L'edat mediana era de 44 anys. Per cada 100 dones de 18 o més anys hi havia 97,4 homes.
La renda mediana per habitatge era de 72.241 $ i la renda mediana per família de 86.240 $. Els homes tenien una renda mediana de 63.750 $ mentre que les dones 34.861 $. La renda per capita de la població era de 34.939 $. Entorn del 5,5% de les famílies i el 7,7% de la població estaven per davall del llindar de pobresa.

## Poblacions més properes
El següent diagrama mostra les poblacions més properes.